# Rexingen (Bas-Rhin)
Pour les articles homonymes, voir Rexingen.
Rexingen [ʁɛksiŋ(ɡ)ən]  est une commune française, située dans la circonscription administrative du Bas-Rhin et, depuis le 1er janvier 2021, dans le territoire de la Collectivité européenne d'Alsace, en région Grand Est.
Depuis 1793, cette commune se trouve dans la région historique et culturelle d'Alsace.

## Géographie
La commune est située dans la région naturelle de l'Alsace Bossue.
| Thal-Drulingen | Mackwiller |             |
| Berg           | Rexingen   | Adamswiller |
|                | Bettwiller | Durstel     |

### Hydrographie
La commune est dans le bassin versant du Rhin au sein du bassin Rhin-Meuse. Elle est drainée par le ruisseau Muehlgraben et le ruisseau le Mostbach,.

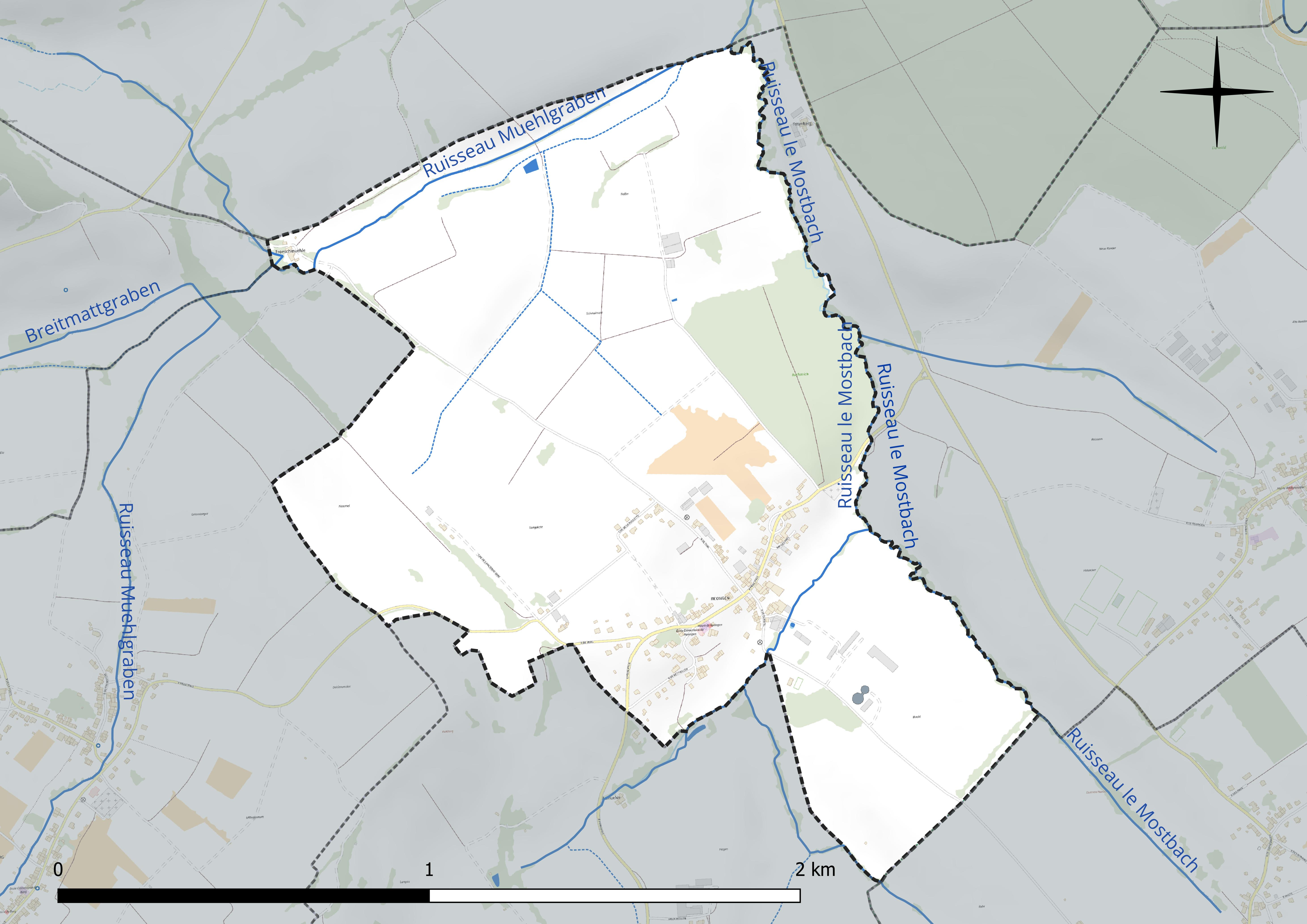
Réseau hydrographique de Rexingen.

### Climat
Pour des articles plus généraux, voir Climat du Grand Est et Climat du Bas-Rhin.
En 2010, le climat de la commune est de type climat des marges montargnardes, selon une étude du Centre national de la recherche scientifique s'appuyant sur une série de données couvrant la période 1971-2000. En 2020, Météo-France publie une typologie des climats de la France métropolitaine dans laquelle la commune est exposée à un climat semi-continental et est dans la région climatique  Vosges, caractérisée par une pluviométrie très élevée (1 500 à 2 000 mm/an) en toutes saisons et un hiver rude (moins de 1 °C). 
Pour la période 1971-2000, la température annuelle moyenne est de 9,9 °C, avec une amplitude thermique annuelle de 17,1 °C. Le cumul annuel moyen de précipitations est de 958 mm, avec 11,6 jours de précipitations en janvier et 9,9 jours en juillet. Pour la période 1991-2020, la température moyenne annuelle observée sur la station météorologique de Météo-France la plus proche, « Berg », sur la commune de Berg à 2 km à vol d'oiseau, est de 10,4 °C et le cumul annuel moyen de précipitations est de 801,8 mm. 
La température maximale relevée sur cette station est de 37,4 °C, atteinte le 25 juillet 2019 ; la température minimale est de −16,8 °C, atteinte le 7 février 2012,,. 
Les paramètres climatiques de la commune ont été estimés pour le milieu du siècle (2041-2070) selon différents scénarios d'émission de gaz à effet de serre à partir des nouvelles projections climatiques de référence DRIAS-2020. Ils sont consultables sur un site dédié publié par Météo-France en novembre 2022.

## Urbanisme

### Typologie
Au 1er janvier 2024, Rexingen est catégorisée commune rurale à habitat dispersé, selon la nouvelle grille communale de densité à sept niveaux définie par l'Insee en 2022.
Elle est située hors unité urbaine et hors attraction des villes,.

### Occupation des sols
L'occupation des sols de la commune, telle qu'elle ressort de la base de données européenne d’occupation biophysique des sols Corine Land Cover (CLC), est marquée par l'importance des territoires agricoles (86,2 % en 2018), en diminution par rapport à 1990 (100 %). La répartition détaillée en 2018 est la suivante : terres arables (53,1 %), prairies (26 %), zones urbanisées (13,8 %), zones agricoles hétérogènes (7 %). L'évolution de l’occupation des sols de la commune et de ses infrastructures peut être observée sur les différentes représentations cartographiques du territoire : la carte de Cassini (XVIIIe siècle), la carte d'état-major (1820-1866) et les cartes ou photos aériennes de l'IGN pour la période actuelle (1950 à aujourd'hui).

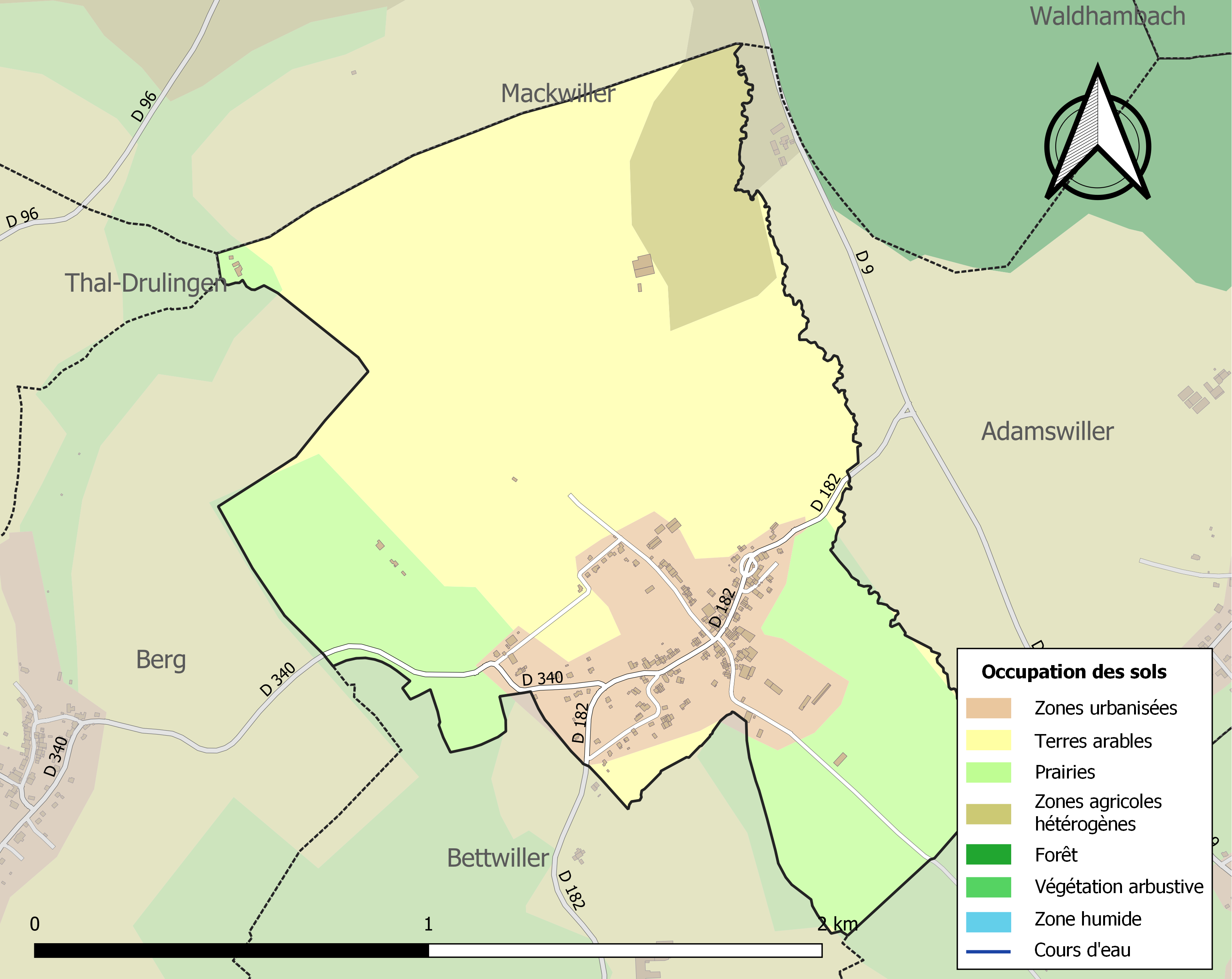
Carte des infrastructures et de l'occupation des sols de la commune en 2018 (CLC).

## Toponymie
- Rexingen en 1793[14]. Rexínge en francique rhénan[15].

## Histoire
Avant 1793, la commune appartenait au comté de Sarrewerden, devenant par la suite alsacienne.

### Héraldique
| Blason de Rexingen (Bas-Rhin) | Blason  | Parti : au premier coupé au I de gueules au chevron d'argent et au II d'or plain, au second mi-parti de sable à l'aigle bicéphale d'argent, becquée et membrée d'or, lampassée de gueules. |
| Blason de Rexingen (Bas-Rhin) | Détails | Ces armes rappellent les comtés de Sarrewerden et de La Petite-Pierre, dont relevait la commune avant 1793.                                                                                |

## Lieux et monuments

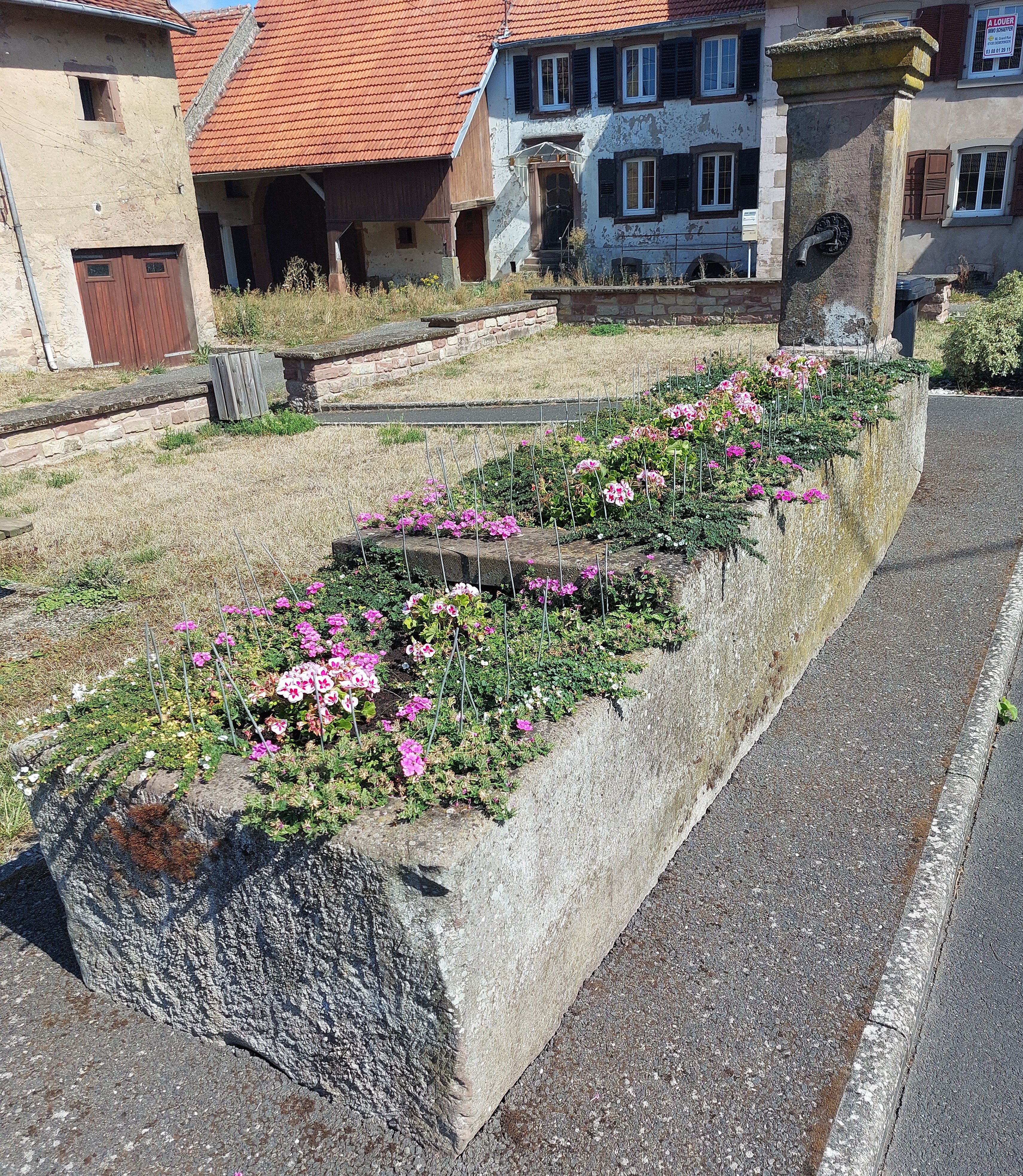

## Politique et administration
| Période                                  | Période  | Identité      | Étiquette | Qualité |
| ---------------------------------------- | -------- | ------------- | --------- | ------- |
| mars 2001                                | En cours | Francis Burry |           |         |
| Les données manquantes sont à compléter. |          |               |           |         |

## Démographie
L'évolution du nombre d'habitants est connue à travers les recensements de la population effectués dans la commune depuis 1793. Pour les communes de moins de 10 000 habitants, une enquête de recensement portant sur toute la population est réalisée tous les cinq ans, les populations de référence des années intermédiaires étant quant à elles estimées par interpolation ou extrapolation. Pour la commune, le premier recensement exhaustif entrant dans le cadre du nouveau dispositif a été réalisé en 2004.

En 2022, la commune comptait 202 habitants, en évolution de −0,98 % par rapport à 2016 (Bas-Rhin : +3,17 %, France hors Mayotte : +2,11 %).
| 1793 | 1800 | 1806 | 1821 | 1831 | 1836 | 1841 | 1846 | 1851 |
| ---- | ---- | ---- | ---- | ---- | ---- | ---- | ---- | ---- |
| 124  | 133  | 135  | 168  | 170  | 180  | 182  | 190  | 221  |

| 1856 | 1861 | 1866 | 1871 | 1875 | 1880 | 1885 | 1890 | 1895 |
| ---- | ---- | ---- | ---- | ---- | ---- | ---- | ---- | ---- |
| 176  | 185  | 217  | 216  | 212  | 201  | 185  | 187  | 176  |

| 1900 | 1905 | 1910 | 1921 | 1926 | 1931 | 1936 | 1946 | 1954 |
| ---- | ---- | ---- | ---- | ---- | ---- | ---- | ---- | ---- |
| 178  | 179  | 199  | 203  | 184  | 183  | 185  | 185  | 185  |

| 1962 | 1968 | 1975 | 1982 | 1990 | 1999 | 2004 | 2006 | 2009 |
| ---- | ---- | ---- | ---- | ---- | ---- | ---- | ---- | ---- |
| 180  | 165  | 160  | 155  | 170  | 170  | 183  | 192  | 191  |

| 2014 | 2019 | 2022 | - | - | - | - | - | - |
| ---- | ---- | ---- | - | - | - | - | - | - |
| 206  | 201  | 202  | - | - | - | - | - | - |